# 36 Crazyfists
I 36 Crazyfists sono un gruppo metalcore statunitense formatosi nel 1994 a Anchorage, Alaska. Hanno registrato 5 album In the Skin, Bitterness the Star, A Snow Capped Romance, Rest Inside the Flames, The Tide and Its Takers ed infine Collisions and Castaways.  Attualmente sono sotto contratto con la Roadrunner Records.

## Storia

### Gli inizi
Fondato nel dicembre del 1994 a Anchorage (Alaska), riprendendo il nome dal film di Jackie Chan del 1977, The 36 Crazy Fists. I 36 Crazyfists si trasferirono a Portland (Oregon) in Oregon, dopo la morte per incidente stradale del primo bassista JD Stewart. Il gruppo iniziò con lavori di stampo nu metal, passando ad un più moderno metalcore solo sul secondo album. Nel 1995 pubblicarono quindi il loro primo EP autoprodotto dal titolo Boss Bucle e nel 1997 il loro primo LP In the Skin per la Fist-A-Cuffs Records.

### Primi successi
Dopo l'uscita del loro primo successo discografico, Bitterness the Star (2002), cominciarono un tour negli Stati Uniti con gruppi come i Candiria, i God Forbid, i Chimaira, i Diecast, e gli Hotwire.
Dopo il tour negli Stati Uniti, cominciarono l'European Road Rage tour coi Killswitch Engage ed i Five Pointe O.

### Eventi recenti
A tour terminato, i 36 Crazyfists cominciarono a scrivere il nuovo materiale che poi avrebbe costituito A Snow Capped Romance, che venne pubblicato nel 2004 e prodotto da James Wisner (famoso per aver lavorato con Dashboard Confessional e Further Seems Forever).
Il loro quarto full length, Rest Inside the Flames, vede la partecipazione di Jonah Jenkins dei Miltown, e quella di Howard Jones e Tom Gomes dei Killswitch Engage.
I componenti dei 36 Crazyfists risiedono ora a Portland (Oregon).

## Formazione

### Formazione attuale
- Brock Lindow - voce
- Kyle Baltus - batteria
- Steve Holt - chitarra
- Mick Whitney - basso

### Ex componenti
- JD Stuart - basso
- Thomas Noonan - batteria

## Discografia

### Album in studio
- 1997 - In the Skin
- 2002 - Bitterness the Star
- 2004 - A Snow Capped Romance
- 2006 - Rest Inside the Flames
- 2008 - The Tide and Its Takers
- 2010 - Collisions and Castaways
- 2015 - Time and Trauma
- 2017 - Lanterns

### EP
- 1995 - Boss Buckle EP
- 1997 - Suffer Tree EP
- 2008 - The Oculus EP

### Demo
- 1999 - Demo 99